# Победненское сельское поселение
Победненское се́льское поселе́ние (укр. Побєдненське сільське́ посе́лення, крымскотат. Tarhanlar köy yurtu, Тарханлар кой юрту) — муниципальное образование в Джанкойском районе Республики Крым Российской Федерации.
Административный центр — село Победное.

## География
Расположено в центре Джанкойского района, в степной зоне полуострова, примыкает с востока к Джанкою.

## История
В 1974 году был образован Победненский сельский совет.
Статус и границы Победненского сельского поселения установлены Законом Республики Крым от 5 июня 2014 года № 15-ЗРК «Об установлении границ муниципальных образований и статусе муниципальных образований в Республике Крым».

## Население
| 2001  | 2014  | 2015  | 2016  | 2017  | 2018  | 2019  |
| ----- | ----- | ----- | ----- | ----- | ----- | ----- |
| 4383  | ↘3830 | ↗3837 | ↘3826 | ↘3793 | ↘3745 | ↘3676 |
| 2020  | 2021  |       |       |       |       |       |
| ↘3666 | ↗3888 |       |       |       |       |       |

## Состав сельского поселения
| № | Населённый пункт | Тип населённого пункта       | Население |
| - | ---------------- | ---------------------------- | --------- |
| 1 | Новая Жизнь      | село                         | ↘722      |
| 2 | Победное         | село, административный центр | ↗3109     |
| 3 | Тарасовка        | село                         | →0        |